# Alsórajk, Zala
Alsórajk  este un sat în districtul Nagykanizsa, județul Zala, Ungaria, având o populație de 362 de locuitori (2011). 

## Demografie
Componența etnică a satului Alsórajk
     Maghiari (97,17%)
     Romi (1,42%)
     Germani (1,42%)
Componența confesională a satului Alsórajk
     Romano-catolici (91,44%)
     Fără religie (1,38%)
     Necunoscută (6,35%)
     Reformați (0,83%)
Conform recensământului din 2011, satul Alsórajk avea 362 de locuitori. Din punct de vedere etnic, majoritatea locuitorilor (97,17%) erau maghiari, existând și minorități de germani (1,42%) și romi (1,42%).  Din punct de vedere confesional, majoritatea locuitorilor (91,44%) erau romano-catolici, cu o minoritate de persoane fără religie (1,38%). Pentru 6,35% din locuitori nu este cunoscută apartenența confesională.